# Hermina Pipinić
Hermina Pipinić (Zagreb, 1. svibnja 1928. – Zagreb, 19. prosinca 2020.) bila je hrvatska kazališna, televizijska i filmska glumica.

## Filmografija

### Televizijske uloge
- "Maratonci" kao Vika (1968.)
- "Karneval brigada" kao Faustina Fetrenelli (1969.)
- "Veliki i mali" (1970.)
- "Sam čovjek" kao Frančica (1970.)
- "Gruntovčani" kao Špranja (1975.)
- "Kapelski kresovi" kao Ivanka (1975. – 1976.)
- "Nikola Tesla" kao gazdarica (1977.)
- "Smogovci" kao Melita Vragec (1982. – 1997.)
- "General Garibaldi" kao gospođa Deidery (1987.)
- "Večernja zvona" kao Meieina majka (1988.)
- "Dirigenti i mužikaši" (1991.)

### Filmske uloge
- "Milioni na otoku" kao Ivičina sestra (1955.)
- "Cesta duga godinu dana" kao Agneza (1958.)
- "Zvijezda ide na jug" (1959.)
- "Vjetar je stao pred zoru" kao Anđa (1959.)
- "Piko" kao mama (1959.)
- "Kota 905" kao Jelka (1960.)
- "Dan četrnaesti" kao Marija (1960.)
- "Karolina Riječka" kao Marija (1961.)
- "Trg nasilja" (1961.)
- "Ne diraj u sreću" (1961.)
- "Sjenka slave" kao pripita i razočarana žena (1962.)
- "Prozvan je i V-3" kao Čvrgina majka (1962.)
- "Stepa" kao Olga Ivanovna (1962.)
- "Kandidat smrti" (1963.)
- "Ljudi i neljudi" (1963.)
- "Jedna od onih godina" (1963.)
- "Opasni put" kao Božena (1963.)
- "Dvostruki obruč" kao Maria (1963.)
- "Doktorova noć" (1964.)
- "Usluga točna i solidna" (1964.)
- "Pobuna barbara" kao Sara (nepotpisana rola) (1964.)
- "Glasam za ljubav" (1965.)
- "Dani iskušenja" kao Pejačka (nepotpisana rola) (1965.)
- "Druga strane medalje" kao zavodnikova ljubavnica Vera (1965.)
- "Stari kauboj Surehand" kao Molly (1965.)
- "Sedmi kontinent" kao dječakova majka (1966.)
- "Tebe, pobjedo, pitam" (1966.)
- "Pošalji čovjeka u pola dva" kao Rita Batić (1967.)
- "Kineski zid" (1967.)
- "Breza" kao Jaga (1967.)
- "Protest" kao Molnarova supruga (1967.)
- "Zrno do zrna" (1968.)
- "Rastrgani" (1968.)
- "Adam i Eva" kao gospođa u crnini (1969.)
- "Ožiljak" kao Darija (1969.)
- "Dobro jutro, gospodine Karlek" (1970.)
- "Jana" kao Jana Jungmanova (1970.)
- "Kainov znak" kao Dora Filipović (1970.)
- "Mora" (1971.)
- "Teret dokaza" (1972.)
- "Mala majka" (1973.)
- "Živjeti od ljubavi" kao nstavnica (1973.)
- "Kronika jednog zločina" (1973.)
- "Muke po Mateju" kao Rahela (1975.)
- "Pokušaj bijega" kao Goranova majka (1976.)
- "Željezni križ" kao Ruskinja (1977.)
- "Pucanj" kao Grgečova žena (1977.)
- "Akcija stadion" kao gospođa Mraović (1977.)
- "Ludi dani" kao Janja (1977.)
- "Karmine" kao Katarina Schuster (1978.)
- "Usvojenje" (1978.)
- "Ćutanje profesora Martića" (1978.)
- "Godišnje doba Željke, Višnje i Branke" (1979.)
- "Bog" (1980.)
- "Obiteljski album" kao majka Ema (1981.)
- "Gosti iz galaksije" kao Stelina majka (1981.)
- "Večernja zvona" kao Meirina majka (1986.)
- "Terevenka" (1987.)
- "Kad ftičeki popevleju" (1988.)
- "Krvopijci" kao Tamara Baumfeld (1989.)

## Vanjske poveznice
- Hermina Pipinić u internetskoj bazi filmova IMDb-u (engl.)
- Stranica na ZKM.hr